# 眞鍋薬品
眞鍋薬品株式会社（まなべやくひん）は、北海道旭川市に本社を置き、主として医薬品の卸売を行う会社であった。1913年創業者の初代眞鍋五郎が北海道紋別郡湧別町（当時は北見国下湧別村）に「眞鍋薬局」を開業。1931年旭川市3条8丁目に移転開業し、一の眞鍋薬局に商号変更し卸売も開始した。1949年10月17日法人設立し商号を「株式会社一の眞鍋五郎薬局」に変更。1966年商号を「眞鍋薬品株式会社」に変更。1991年に北海道卸（眞鍋薬品、寿原薬粧、大槻中央薬品、多田薬品、高木薬品、帯広眞鍋薬品と合併。丸一斎藤からは営業権を譲受）し、株式会社バレオ（後の株式会社ほくやく）となる。
- 本社所在地：北海道旭川市秋月2条2丁目5-22（株式会社バレオになる前）

## 沿革
- 1913年 4月 - 北海道紋別郡湧別町（当時:北海道北見国下湧別村）に初代 眞鍋五郎が「眞鍋薬局」を開業。
- 1931年11月 - 北海道旭川市3条8丁目8-420に移転開業。商号を「一の眞鍋薬局」に変更。
- 1949年10月 - 法人設立し商号を「株式会社一の眞鍋五郎薬局」。
- 1960年11月 - 「札幌出張所（南7条西7）」（現・札幌支店）開設。
- 1962年 1月 - 「岩見沢営業所（岩見沢の老舗の沢枝吟香堂と業務提携）同11月支店に昇格」（現・岩見沢支店）開設。
- 1963年 8月 - 札幌の磯部薬品と業務提携。
- 1965年11月 - 札幌支店を、南大通り西16丁目に移転。
- 1966年 9月 - 「眞鍋薬品株式会社」に商号変更。
- 1966年10月 - 本社を旭川市2条通11-左2号に移転。
- 1969年 2月 - 「滝川連絡所」（現・空知支店）開設。
- 1970年 8月 - 「釧路営業所」（現・釧路支店）開設。
- 1971年 2月 - 「苫小牧営業所」（現・苫小牧支店）開設。
- 1972年 2月 - 全国医薬品卸12社の協同出資によるNHI設立に参画。
- 1972年9月 - 「旭川DIセンター」開設。
- 1973年 8月 - 「小樽営業所」（現・小樽支店）開設。
- 1978年 8月 - 帯広の眞鍋若松堂と業務提携。
- 1978年 9月 - 「北見営業所」（現：北見支店）開設。
- 1979年 9月 - 「札幌東営業所」開設。
- 1981年 2月 - 「札幌北営業所」（現・札幌北支店）開設。
- 1983年 2月 - 「札幌西営業所」（現・札幌西支店）開設。
- 1986年 5月 - 「札幌物流センター」（のちの石狩物流センター）開設。
- 1987年 8月 - 「札幌東営業所」から「札幌白石営業所」に改称。
- 1987年 8月 - 「札幌東営業所」を東区に新規に開設（現・札幌東支店）。
- 1987年 8月 - 「札幌豊平営業所」「恵庭営業所」（現・恵庭支店）「旭川中央営業所」（現・旭川支店）「札幌中央営業所」（現・札幌支店）開設。
- 1988年 4月 - 「札幌DIセンター」（現・ほくやくDI室）開設。
- 1989年 2月 - 「名寄営業所」（現・名寄支店）開設。
- 1989年 3月 - 「稚内営業所」（現・稚内支店）開設。
- 1989年 5月 -  北海道旭川市秋月2条2-5-22に本社移転。
- 1990年 8月 - 「札幌豊平営業所」「札幌南営業所」を統合「札幌豊南営業所」（現・札幌豊平支店）を開設。
- 1991年 4月 -  北海道北見市の「大槻中央薬品」・札幌市中央区の「寿原薬粧」・北海道室蘭市の「多田薬品」・北海道函館市の「高木薬品」・北海道帯広市の「帯広眞鍋薬品」と合併し、札幌市中央区の「丸一斉藤商店」とは営業権を譲受し「株式会社バレオ」（本社・北海道札幌市中央区北3条西28-375）設立。

## 営業所
- 旭川市・札幌市・岩見沢市・砂川市・小樽市・室蘭市・苫小牧市・釧路市・帯広市・北見市

## 主な取引メーカー
- 武田薬品
- 中外製薬
- 住友製薬
- 協和発酵
- 萬有製薬
- 三共
- 大日本製薬
- 台糖ファイザー
- エーザイ
- 科研化学
- 日研化学
- 藤沢薬品
- 山之内製薬
- 田辺製薬